# Manhattan Beach (Minnesota)
Manhattan Beach és una població dels Estats Units a l'estat de Minnesota. Segons el cens del 2000 tenia 50 habitants.

## Demografia
Segons el cens del 2000, Manhattan Beach tenia 50 habitants, 22 habitatges, i 15 famílies. La densitat de població era de 12,8 habitants per km².
Dels 22 habitatges en un 9,1% hi vivien nens de menys de 18 anys, en un 68,2% hi vivien parelles casades, en un 0% dones solteres, i en un 27,3% no eren unitats familiars. En el 18,2% dels habitatges hi vivien persones soles el 9,1% de les quals corresponia a persones de 65 anys o més que vivien soles. El nombre mitjà de persones vivint en cada habitatge era de 2,27 i el nombre mitjà de persones que vivien en cada família era de 2,44.
Per edats la població es repartia de la següent manera: un 14% tenia menys de 18 anys, un 10% entre 18 i 24, un 10% entre 25 i 44, un 36% de 45 a 60 i un 30% 65 anys o més.
L'edat mediana era de 52 anys. Per cada 100 dones de 18 o més anys hi havia 115 homes.
La renda mediana per habitatge era de 51.250 $ i la renda mediana per família de 52.292 $. Els homes tenien una renda mediana de 47.500 $ mentre que les dones 31.875 $. La renda per capita de la població era de 29.268 $. Cap de les famílies estaven per davall del llindar de pobresa.

## Poblacions més properes
El següent diagrama mostra les poblacions més properes.